# کرویز
کرویز (ترکی آذربایجانی: Kərəviz) یک منطقهٔ مسکونی در جمهوری آرتساخ است که در استان کاشاتاق واقع شده‌است.